# 穆塔拉拉區
17°26′38″S 35°04′30″E / 17.444°S 35.075°E
穆塔拉拉區（葡萄牙語：Mutarara），是莫桑比克的行政區，位於該國西北部，由太特省負責管轄，首府設於穆塔拉拉，面積6,367平方公里，2013年該區人口250,549，人口密度每平方公里39人。